# ジョン・モクスリー
ジョン・モクスリー（John Moxley、1985年12月7日 - ）は、アメリカ合衆国の男性プロレスラー。オハイオ州シンシナティ出身。AEW所属。
2011年から2019年4月までディーン・アンブローズ（Dean Ambrose）のリングネームでWWEに所属していた。本名はジョナサン・デヴィッド・グッド（Jonathan David Good）。

## 来歴

### インディー団体
2004年、HWA（Heartland Wrestling Association）にてプロレスラーとしてのキャリアを開始。トレーナーにはコーディ・ホークとレス・サッチャーの二人体制で鍛え上げられた。2005年にジミー・ターナーと「ネセサリー・ラフネス」（Necessary Roughness）なるタッグチームを結成し、HWAタッグチーム王座を獲得。以後パートナーを変えながらもタッグチームの第一線を維持。2006年にはシングルとしても出場するようになり、5月にはHWAヘビー級王座を獲得。団体内でタッグとシングル、共にメインで働ける貴重な存在へと成長。
しばらくはHWA一筋で活動していたが、他団体からのオファーの声が多くかかるようになったことから、CZWとDRAGON GATE USAを始めとした多くの団体に参戦。CZWではレスラー人生で体験したことがなかったデスマッチに意欲的に参加するも、過激なレスラーたちが多いということもあって徹底的に叩きのめされるという苦汁を多く味わされた。純粋なプロレスルールでは中心として活動。CZW世界ヘビー級王座を獲得した。

### WWE

#### FCW / NXT
2011年、WWEと契約を交わし入団。傘下団体のFCWにてディーン・アンブローズ（Dean Ambrose）のリングネームで活動を開始。デビューから短期間でFCW TVに登場し、セス・ロリンズとの抗争を展開。10月21日、FCWハウスショーにてCMパンクと対戦。パンクのフィニッシャーであるGTSを何度も避けて反則によるダーティーファイトで追い込むが、最後にスパナを持って攻撃しようとしたところへ金的攻撃からGTSへと繋げられ敗戦。11月6日、ウィリアム・リーガルと対戦するチャンスが訪れ善戦するが、最後にニー・トレンブラーを喰らい敗戦した。パンクやリーガルとの対戦から上層部に期待されWWEのロードに参加。ダークマッチに出場するが中々昇格の機会は訪れず、またFCWと統合されたNXTでの出番がないまま過ごした。

#### 2012年
2012年11月18日、WWEのPPVであるSurvivor Series 2012のメインイベントでCMパンク、ライバック、ジョン・シナによるトリプルスレットマッチにてセス・ロリンズ、ロマン・レインズと共に乱入。場外へ逃れたライバックを捕え、3人で抱え上げて実況席へとパワーボムを見舞った。同月19日、RAWにも3人で姿を現し、ライバックを強襲。WWEの不義を正す正義の盾というコンセプトのトリオユニット、ザ・シールド（The Shield）を名乗り、多くのスーパースターを襲撃。それはCMパンクを助けようとするポール・ヘイマンの策略であったことが判明した。

#### 2013年
2013年5月19日、Extreme Rules 2013にてWWE US王座を保持するコフィ・キングストンに挑戦。リング外からトラブル・イン・パラダイスを喰らい場外へ追い出されるなど苦戦するが、最後にもう一度繰り出してきたトラブル・イン・パラダイスを避けるとスナップメア・ドライバーを決めて勝利。ベルトを奪取した。WWE US王座奪取後、ザ・ミズやダニエル・ブライアン、ロブ・ヴァン・ダムを相手にベルトを防衛。また、オーソリティーの手先としてブライアンやウーソズなどと抗争を繰り広げた。

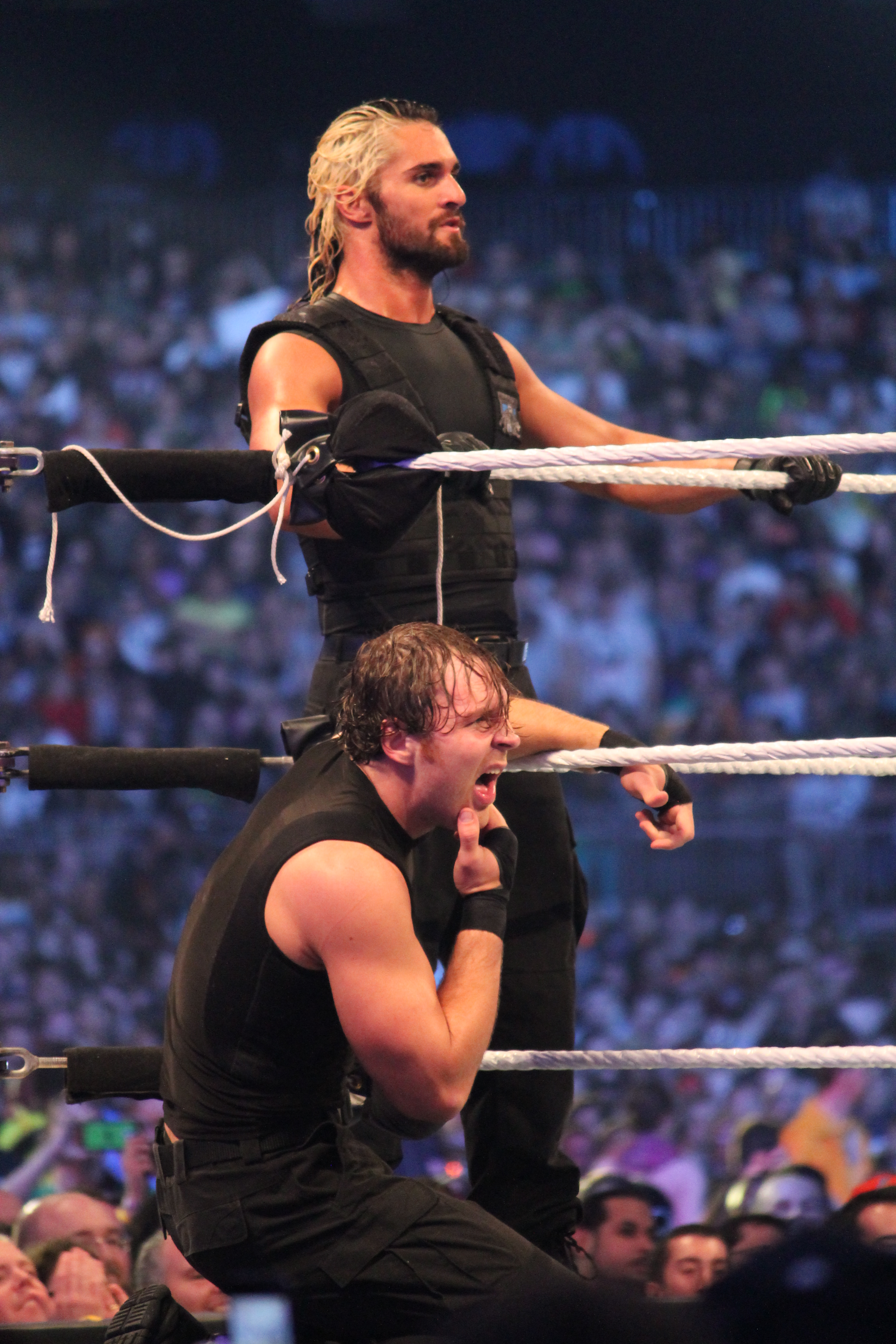
2014年、シールド時代

#### 2014年
2014年、不調が続き仲間と衝突する場面が多くなる。シールド内での関係の修復を経てオーソリティーに逆らいベビーターンする。エボリューションと抗争を展開。5月5日、RAWにてバトルロイヤルによるWWE US王座戦が組まれシェイマスに王座を奪われた。以降、エボリューションとの抗争では優勢だったが、6月2日のRAWにてロリンズより裏切られる。ロリンズに裏切られて以降、激しい抗争を展開。この頃からインディー時代の服装である、ランニングウェアとジーパンに変え、ルナティック・フリンジ（The Lunatic Fringe）と言われるストリートファイターに転身。同月29日、Money in the Bank 2014のマネー・イン・ザ・バンク・ラダー・マッチへ出場するがケインの妨害を受けて勝利を逃す。7月20日、Battleground 2014にてロリンズと再戦を行うが場外乱闘により没収試合となり、8月17日のSummer Slam 2014にてランバージャックマッチで決着戦を行うが乱戦となり敗戦。これに納得いかずに同月18日のRAWにてハードコアマッチを行い敗戦。試合後にブロックに叩きつけられ負傷欠場となった（WWEフィルム社制作の映画『ロックダウン』撮影スケジュールを取るために欠場アングルが組まれた）。9月21日、Night of Champions 2014にて復帰。オーソリティーとロリンズとの抗争を継続し、ジョン・シナと共闘する動きを見せたものの諍いが絶えず、オーソリティーの策略によりHell in a Cell 2014でのロリンズとの試合を賭けてシナと争うことを強要される。10月13日、シナとコントラクト・オン・ア・ポールマッチにて勝利してロリンズと戦える権利を手に入れ、同月26日のHell in a Cell 2014にてヘル・イン・ア・セルマッチを行うがブレイ・ワイアットの奇襲を受け敗戦した。11月23日、Survivor Series 2014ではワイアットと対戦するが不本意な反則勝ち。12月14日、TLC 2015では手にしていたケーブルが漏電した所で隙を作ったところへ最後にシスター・アビゲイルを喰らい敗戦した。

#### 2015年
2015年1月5日、RAWにてワイアットとアンビュランスマッチで対戦。リング内外を度外視した攻防となり救急車に向かって互いに打ちつけ合う展開へと発展。中盤にはワイアットを机へと置いて救急車の上へ登るとダイビング・エルボードロップを投下。ダメージを受けたワイアットを捕まえて救急車のドアを開けようとするがカウンターのシスター・アビゲイルを喰らい、さらに止めといわんばかりにコンクリートの床へシスター・アビゲイルで打ちつけられ万事休し、救急車へ入れられ敗戦。抗争に決着がついた。同月25日、Royal Rumble 2015にて26番目に登場。最終4人まで残ったが敗退した。2月、WWE IC王座に狙いを定めてバッド・ニュース・バレットと抗争を開始。2月22日、Fastlane 2015で王座戦に挑むがレフェリーの制止を無視して攻撃をしたため反則負けとなった。3月29日、WrestleMania 31にてWWE IC王座争奪7wayラダーマッチに出場。序盤から中盤にかけて奮闘し、ブライアンとドルフ・ジグラーがラダー上にて争っているところをラダーを倒して落とし、チャンスが訪れるがルーク・ハーパーにより捕まり場外にかけられたラダーにパワーボムの形で落とされると失速。ベルトを奪取するに至らなかった。この一件によりハーパーとは抗争へと展開。4月26日、Extreme Rules 2015にてシカゴストリートファイトで竹刀で叩き合いを展開し、中盤にはバックステージから両者共に車に乗り込み姿を消し、ニュー・デイ（エグザビアー・ウッズ & ビッグ・E & キングストン）がインタビューを受けているところへ姿を現すとリングへ戻ってスティールチェアの投げ合いとなり、終盤にチェアの山に埋もれさせられるがハーパーがポスト上に登ったところへ急いで脱出すると投げ落して最後にダーティー・ディーズを決めて勝利した。6月にはレインズと共闘して再びオーソリティーと抗争を展開。6月14日、Money in the Bank 2015にてWWE世界ヘビー級王座を保持するロリンズにラダーマッチで挑戦。試合が開始されてからすぐに場外での攻防となり終盤には実況席へダーティ・ディーズを決めるがリングに戻るとペディグリーを喰らい両者共に疲労困憊となった状態でラダーに登るとロリンズにベルトを奪われ敗戦した。11月9日より空位となったWWE世界ヘビー級王座を巡るトーナメントに出場。1回戦でタイラー・ブリーズ、2回戦でジグラーを破る。同月22日、Survivor Series 2015にて準決勝でケビン・オーエンズと対戦。激しい打撃戦を展開し、終盤にオーエンズのスーパーキックを喰らい怯んだところへロープへと振られるがフランケンシュタイナーで切り返すとダーティー・ディーズを決めて勝利。同日、決勝でレインズと対戦。互いに死力を尽くし終盤にはポスト際でのエルボーとラリアットの打ち合いになるが最後に助走をつけて攻撃を仕掛けようとしたところへカウンターのスピアーを喰らい敗戦。優勝したレインズを祝福した。12月13日、TLC 2015にてWWE IC王座を保持するケビン・オーウェンスに挑戦。終盤にポップアップ・パワーボムを決められようとしたところを切り返して丸め込んでカウント3を奪い勝利。ベルトを奪取した。

#### 2016年
2016年4月3日、Wrestle Mania 32にてブロック・レスナーとノー・ホールズ・バードマッチで対戦。真っ向勝負を仕掛けてくるレスナーに対して竹刀、消化器、スティールチェアーを用いて抵抗するが、最後に有刺鉄線バットで攻撃をしようとしたところ避けられジャーマン・スープレックスで投げ捨てられると、スティールチェアー上にF5を決められ敗戦した。6月19日、Money in the Bank 2016にてWWE世界ヘビー級王座挑戦権争奪マネー・イン・ザ・バンク・ラダー・マッチに出場。最後にケビン・オーエンズとの奪い合いを制してアタッシュケースを獲得。そしてメインイベントであるロマン・レインズ vs セス・ロリンズのWWE世界ヘビー級王座戦にてロリンズが勝利したところにバックステージから登場し、即日でキャッシュインを行いロリンズにダーティー・ディーズを決めて勝利。ベルトを奪取した。

#### 2017年
2017年1月3日、SmackDown LiveにてWWE IC王座を保持するザ・ミズに挑戦。ミズのマネージャーであるマリースの妨害により苦戦。終盤にマリースがレフェリーより退場宣告を受けるものの、この隙を突いたミズより背後からベルトで殴打され倒れる。起こされると背後を取られるが切り返してダーティー・ディーズを決めて勝利。ベルトを奪取した。8月20日、SummerSlam 2017にてセス・ロリンズと組んでWWE・ロウ・タッグチーム王座を保持するセザーロ & シェイマスに挑戦。終盤に自身が標的とされロリンズは場外で襲撃され満身創痍になるが、合体技を喰らおうとした際にロリンズがコーナーポストに立っていたセザーロにフランケンシュタイナーを仕掛け助けられるとロリンズが続けてセザーロとシェイマスにスーパーキックを浴びせ、最後にシェイマスにロリンズのリップコード・ニーから自身のダーティー・ディーズへと繋げて勝利。ベルトを奪取 して史上27人目のトリプルクラウンと史上16人目のグランドスラムを達成した。10月9日、RAWにてザ・ミズが行うトークショー、MizTVにてレインズがミズより挑発されているところにロリンズと共に登場。リングに上がりミズ、シェイマス、セザーロ、カーティス・アクセルを襲撃。最後にはミズにトリプル・パワーボムを決めてザ・シールドの復活をアピール。続いてブラウン・ストローマン vs マット・ハーディーの試合でストローマンが勝利し、退場しようとしたところを襲撃すると実況席にトリプル・パワーボムを決めた。12月18日、RAWにて試合中に右腕を負傷。試合後にバックステージにてシェイマス、セザーロ、サモア・ジョーに襲撃されるアングルが組まれる。同月25日、故障した右腕を手術する事が発表され、長期欠場となる。

#### 2018年
2018年8月13日、RAWにてWWE IC王座を保持するドルフ・ジグラーとパートナーであるドリュー・マッキンタイアがリング上で、RAW GMであるカート・アングルとWWE IC王座の調印式を行う。セス・ロリンズが姿を現わさなければ試合は無効になるところ、ジグラーの署名後に登場。ロリンズとジグラーの舌戦となり、ロリンズより招かれて登場。髪型を短髪にイメージチェンジ。リングに上がるとマッキンタイアにロリンズのスーパーキックから自身のダーティー・ディーズを見舞い復帰をアピールした。10月22日、RAWにてロリンズと組んでWWE・ロウ・タッグチーム王座を保持するドルフ・ジグラー & ドリュー・マッキンタイアに挑戦。終盤にブラウン・ストローマンの乱入によりマッキンタイアがリングから除外され、最後にロリンズがジグラーにスーパーキックからカーブ・ストンプへと繋げて勝利。ベルトを奪取するが、試合後にロリンズを襲撃をすると場外でダーティー・ディーズを見舞い。客席へと姿を消した。12月16日、TLC 2018にてWWE IC王座を保持するセス・ロリンズに挑戦。終盤に場外フェンスへターンバックル・パワーボムを喰らいグロッキー状態になると、リング内に連れ戻されカーブ・ストンプを決められようとしたところをカウンターのダーティー・ディーズを決めて勝利。ベルトを奪取した。

#### 2019年
2019年1月、WWEとの契約更新をしないことが発表された。

### AEW / 新日本プロレス

#### 2019年
5月25日、新団体AEWの旗揚げ大会 「Double or Nothing」のメインカードである、クリス・ジェリコ対ケニー・オメガの試合終了後に、ジョン・モクスリーを名乗り乱入。ジェリコと制止に入ったレフェリーにパラダイムシフトを決めた。試合後に、AEWはモクスリーと複数年契約を結んだと発表。同月27日、自身のツイッターに 動画を投稿。
6月5日、新日本プロレスの両国国技館大会に参戦し、IWGP USヘビー級王者のジュース・ロビンソンに挑戦。試合は序盤からイスやテーブルを使った激しい攻めを見せ、最後はデスライダー（高角度式パラダイムシフト）を決めて勝利。新日本プロレス初参戦にしてIWGPの王座戴冠を果たした。
6月9日、新日本プロレスの大阪城ホール大会「DOMINION」にて海野翔太と対戦し、勝利。試合後に自らG1 CLIMAXの参戦を申し出た。
IWGP USヘビー級王者として臨んだG1 CLIMAX29ではタイチ、ジェフ・コブ、石井智宏、鷹木信悟、内藤哲也を破って開幕5連勝を飾るも、矢野通にセコンドの海野翔太もろとも場外でテーピングで二人三脚状態にされてリングアウト負け。さらにここから後藤洋央紀、ジェイ・ホワイトにピンフォール負けを喫して連敗。最終戦でジュース・ロビンソンに敗北して決勝進出はならなかった。
10月14日の新日本プロレスの両国国技館大会で、ジュース・ロビンソンとのIWGP USヘビー級選手権試合が組まれたが、台風19号の影響によるフライトトラブルで止む無く試合を欠場。IWGP USヘビー級王座を返上することとなった。
その後は新日本プロレスのリングに姿を見せることは無かったが、12月8日、広島グリーンアリーナ大会の第5試合（鈴木みのる&ランス・アーチャー組対KENTA&高橋裕二郎組）終了後、両国国技館大会でのジュース・ロビンソンとの王座決定戦を制しIWGP USヘビー級新王者となっていたランス・アーチャーを、彼のタッグパートナーである鈴木みのるごと襲撃。翌年1月4日の東京ドーム大会でのIWGP USヘビー級王座挑戦をアピールした。

#### 2020年
1月4日の新日本プロレスの東京ドーム大会にて、ランス・アーチャーとのテキサスデスマッチ（反則裁定なし）ルールでのIWGP USヘビー級選手権試合を制し、2度目の戴冠。翌1月5日の東京ドーム大会では、同王座をかけジュース・ロビンソンを返り討ちにし、初防衛に成功。
その後勝利に浸っているところに鈴木みのるが花道から乱入。リング上で互いが激しくやり合ったが、最後はみのるのゴッチ式パイルドライバーによりKOされた。
2月9日、新日本プロレスの大阪城ホール大会「THE NEW BEGINNING in OSAKA」にて、IWGP USヘビー級王座をかけて鈴木みのると対戦。壮絶なケンカマッチの末、最後はデスライダーを決めて勝利、同王座2度目の防衛に成功した。
2月29日、シカゴで行われたAEWのレボリューションにて、因縁のあるクリス・ジェリコが保持するAEW世界王座に挑戦。終盤、ジェリコがジューダス・エフェクトをかけようとしたところを避けて、パラダイムシフトを決める。そこからさらに高角度式のパラダイムシフトを決めて勝利、王座を戴冠した。
12月2日、AEW世界王座をケニー・オメガに奪取される。

#### 2021年
1月4日、新日本プロレスの東京ドーム大会にて、第3試合前、場内ビジョンに「数々の男たちがIWGP USヘビー級王座挑戦権利証を賭けて闘ってきた。誰もが簡単なことだと思ったことだろう。そしてチャンピオンが戻ってこないことを望んでいた。だが新日本プロレス、オレは恐ろしい男だ。ついにオマエたちの前に帰って来るぞ。東京ドームの後に挑戦権利証を持ってるヤツは覚悟しておけ。オレは準備できてるぜ」というメッセージVTRが流された。
1月30日の新日本プロレスワールドで配信された「NJPW STRONG #25」のメインイベントの6人タッグ戦の試合後に会場が暗転するとリング上に姿が現れKENTAをデスライダーでマットに叩きつけた。
2月27日の新日本プロレスワールドで配信された「NEW BEGINNING USA 2021」のメインイベントで、IWGP USヘビー級王座をかけてKENTAと対戦。壮絶な打撃戦の末、最後はデスライダーを決めて勝利、同王座3度目の防衛に成功した。その後、7月21日に再びランス・アーチャーに敗れ、王座を手放す。
同年11月に入院型アルコール依存治療プログラムに参加するため、欠場。

#### 2022年
1月22日、復帰戦が行われ、イーサン・ペイジと対戦。終盤、ペイジがアバランシュパワースラムを決めると、モクスリーが十字架固めで切り返し、そのままエルボー＆ニー連打からブルドッグチョークで勝利。見事に復帰戦を飾った。

3月24日、ブライアン・ダニエルソン、ウィリアム・リーガルらと共にザ・ブラックプール・コンバット・クラブ（The Blackpool Combat Club）を結成。
4月17日、新日本プロレスの米国・シカゴ大会にてウィル・オスプレイと対決。終盤、オスプレイのストームブレイカーを回避しデスライダーを発射し、腕を離さずもう一度デスライダーを発射して3カウントを奪った。
5月15日、新日本プロレスのワシントン大会にてIWGP USヘビー級王座をかけて棚橋弘至、ウィル・オスプレイ、ジュース・ロビンソンと4WAYマッチで対戦したが、オスプレイがジュースから3カウントを奪われ、王座奪取には至らなかった。
6月27日、AEWと新日本プロレスの合同興業「AEW x NJPW: FORBIDDEN DOOR」にて、当時のAEW世界王者CMパンクの欠場に伴う暫定王座戦として棚橋弘至と対戦。スリーパー・ホールドからデスライダーを放って3カウント、暫定王座戦を制した。
11月20日、「FULL GEAR」にてMJFとAEW王座をかけて対戦。終盤、モクスリーがレフェリーにぶつかり、モクスリーがレフェリーを起こしている間にウィリアム・リーガルがMJFにメリケンサックを渡し、MJFにメリケンサックで殴られて王座陥落した。

#### 2023年
10月14日、新日本プロレスのRoyal Quest Ⅲにて、海野翔太のIWGP UK（US）ヘビー級王座への挑戦表明に対して交換条件として提示された、11月4日 POWER STRUGGLEでのグレート-O-カーンとのスペシャルシングルマッチに合意した。
11月4日、新日本プロレスのPOWER STRUGGLEにて、グレート-O-カーンと対戦。1分7秒両者リングアウトに終わったが、納得のいかないモクスリーの要求により、エニウェアフォール形式での再試合が行われ、リアネイキッドチョークにより勝利した。メインイベント終了後にIWGP US （UK）ヘビー級王者であったオスプレイとリング上で睨み合うも、突如デビッド・フィンレーが乱入し、二人をシレイリで殴打。目の前でフィンレーによってUSとUKのベルトをハンマーで破壊される。これにより後日、翌年1月4日の東京ドーム大会で新たに設立されたIWGP GLOBALヘビー級王座を懸けて三者で3WAYの試合が行われることが発表された。

#### 2024年
1月4日、新日本プロレスの東京ドーム大会にて、IWGP GLOBALヘビー級選手権 初代王者決定3WAYマッチに出場。フィンレーがオスプレイに勝利したため、王座戴冠はならなかった。
4月12日、新日本プロレスのシカゴ・Wintrust Arena大会にて、内藤哲也の持つIWGP世界ヘビー級王座に挑戦。デスライダーからの片エビ固めで勝利し、同王座を初めて戴冠した。これにより、史上初めてWWE、AEW、新日本プロレス3団体の世界王座戴冠を達成した。

## 得意技

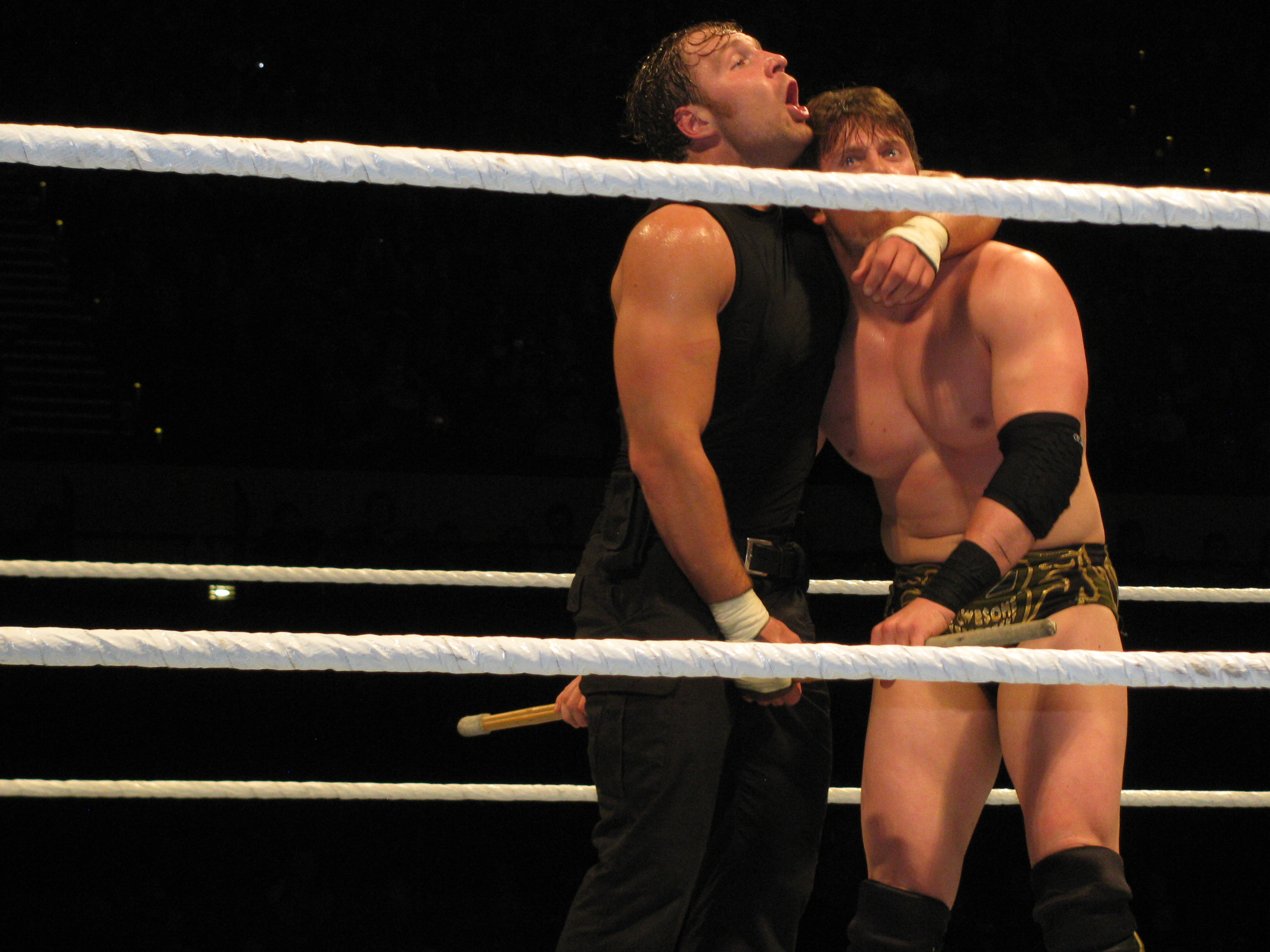
ヘッドロック・ドライバー

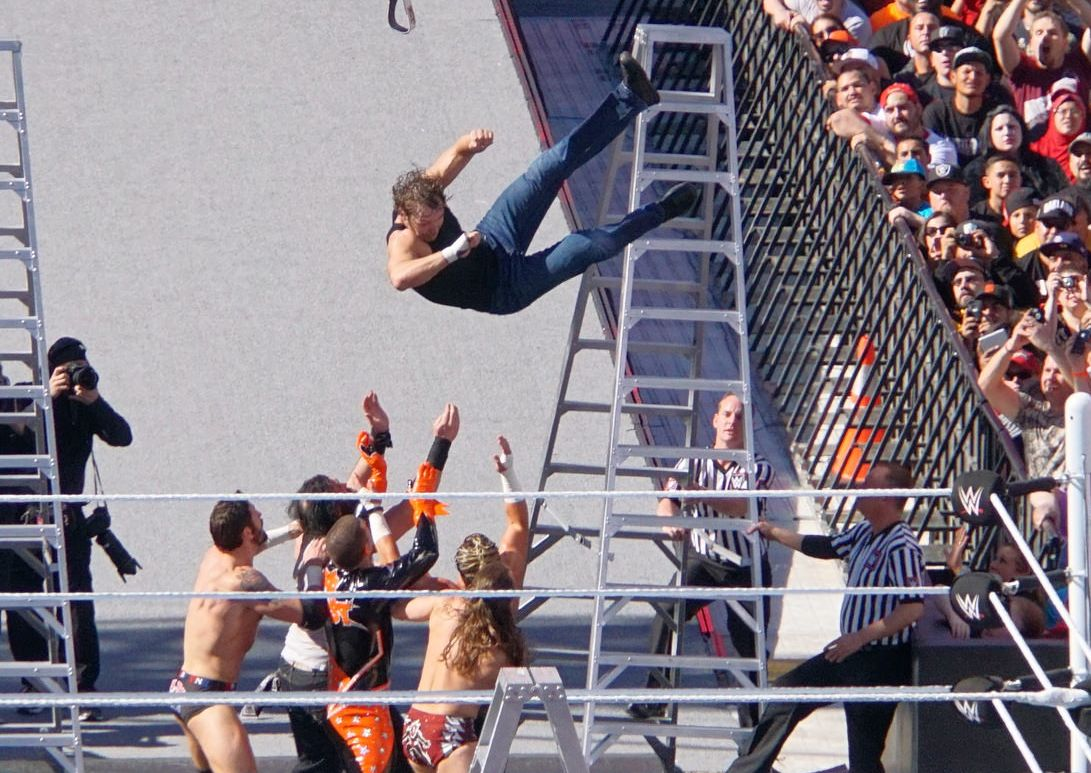
ダイビング・エルボー・ドロップ

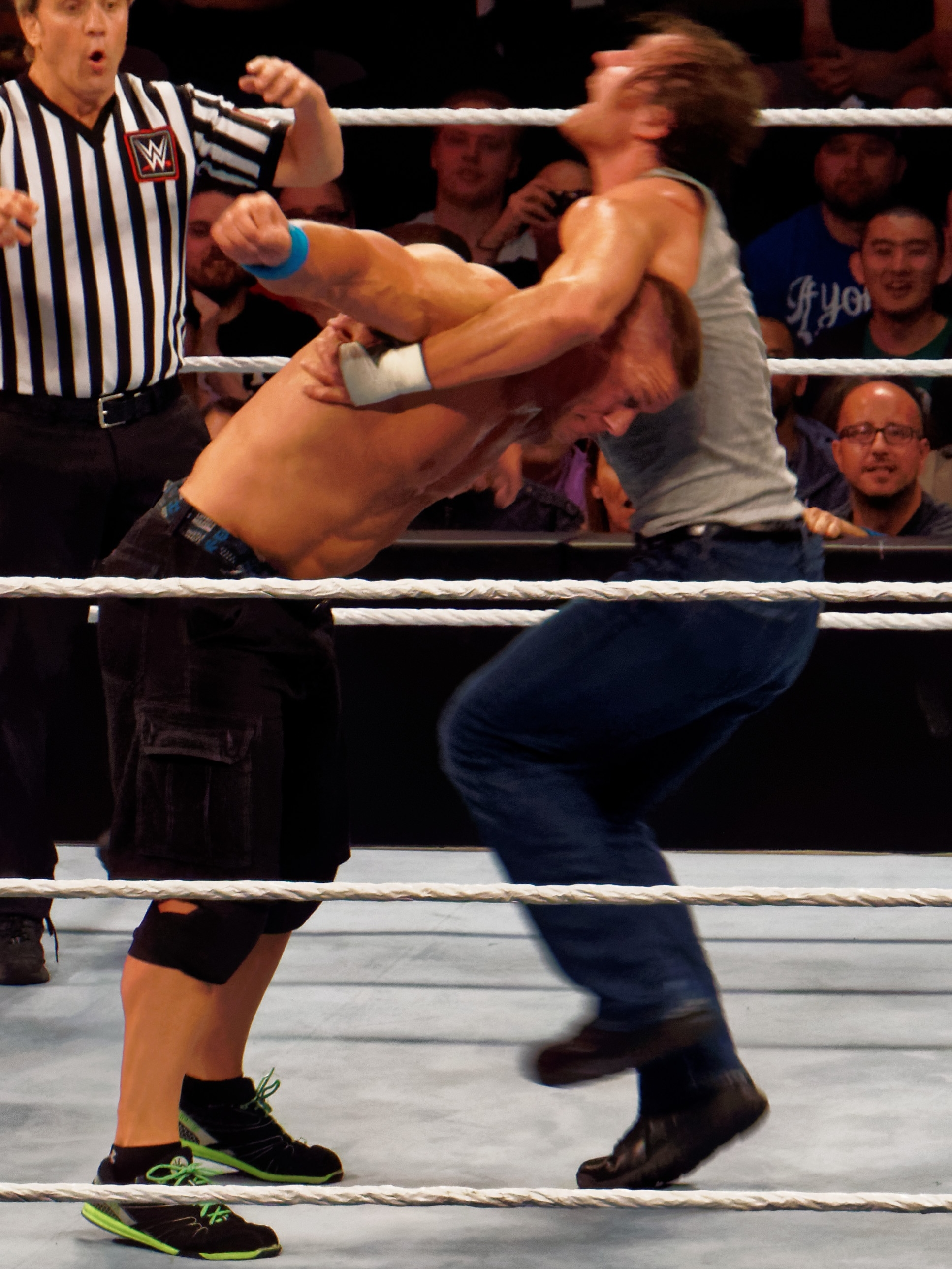
パラダイムシフト

### フィニッシュ・ホールド
デス・ライダー
相手の頭部を左脇下に抱え、自分の両腕を相手の両脇に差し込んだ状態で左足を振りかぶり、勢いよく後方へ倒れ込むことで脳天からマットに突き刺すスナップ式・ダブルアーム式DDT。前屈状態の相手をダブルアームDDTの体勢から相手の体を水平かそれ以上の急角度に持ち上げて一気に落とすデス・ライダーや、コーナートップから放つバージョンも使用。ダブルアーム・スープレックスのように後ろに投げて背中から落とすバージョンもある。
WWE時代は、ダーティ・ディーズの技名で使用。2019年6月5日の新日本プロレス初参戦となったジュース・ロビンソン戦では高角度式をデスライダーの技名で使用。2019年AEW入団後はパラダイムシフトの技名で使用している。棚橋弘至とのAEW暫定王座戦からはデス・ライダーと呼称されている。現在のメインフィニッシャー。
ブルドッグ・チョーク
相手がうつ伏せ状態、又はよつん這いの状態で背後ではなく、真横から相手の首を右腕に抱え込み、後ろに体重を掛けて両腕で相手の首を締め上げるサイド・ヘッドロック・チョーク。
ヘッドロック・ドライバー
サイドヘッドロックの体勢から前方に倒れ込み、相手の頭部をマットに叩きつける技。現在は繋ぎ技として使用している。2014年9月まではダーティ・ディーズの技名で使用。上記ダーティ・ディーズを取得後は暫く使用していなかったが、G1 CLIMAX 29の内藤哲也戦で久々に解禁した。

### 打撃技
ナックル・パンチ
張り手
エルボー
ローリング・エルボー
バック・エルボー
エルボー・スタンプ
ハンマー・アンド・アンヴィル・エルボー
長座体勢の相手を捕らえ、そのまま首筋にエルボー・スタンプを放つ。
バックハンド・チョップ
クローズライン
キングコング・ラリアット
腕を一回転させてから放つラリアット。
ルナティック・ラリアット
セカンドロープをバウンドに使ったクローズ・ライン。主にカウンターとして使用。現在は使用していない。
ヘッドバット
ニーキック
ニーリフト
通常のニーリフトまたはランニング・ニーリフトの2種類を使用する。
ジャンピング・ハイ・ニー
リーガル・ニー
四つん這いや前傾姿勢の相手の横から、走り込んで側頭部に右膝を叩き込む変型ランニング・ニー。ウィリアム・リーガルのニー・トレンブラーを意識した技であり、G1 CLIMAX 29でも多用されたモクスリーの得意技の一つ。
ジョン・ウー
相手の腹部めがけての低空ドロップキック。
フット・スタンプ
カーブ・ストンプ
コーナーから立ち上がってからのクローズライン
コーナーで尻餅を着きながらトップロープを両手で握り、相手が走り込んできたタイミングで立ち上がってクローズラインを放つ。

### 投げ技
バーティカル・スープレックス
スーパープレックス
ブレーンバスター・ホイップ
ブレーンバスターの体勢で相手を担ぎ上げ、そのまま倒れ込まずに放り投げ、マットに叩きつける荒技。相手を後方回転させて背中から落下させるのが特徴。ほとんどの試合で使用されるお気に入り技の1つ。
ジャーマン・スープレックス
リバウンド・ジャーマン・スープレックス
相手が走ってきたところをスルーしてロープに対して対面するようにリバウンドさせ、その勢いのまま帰ってきた相手に対して放つ変型ジャーマン・スープレックス。
ベリー・トゥー・バック・スープレックス
ワン・ヒッター
バーティカル・スープレックスで持ち上げてDDTの体勢で落とすブレーンバスター式DDT。
ジャンピング・ダイヤモンド・カッター
インディー時代から使用している技。FCWやWWE時代は使用していなかったが、2022年の復帰から再び使用している。
スイング・ネックブリーカー
ザ・モクシシティー
走り込んできた相手を右手で胴元から担ぎ上げ、そこから横回転しながら倒れ込んでマットに叩きつける旋回式の変形サイド・スラム。CZWなどを中心に出場していた頃からのモクスリーのシグネチャー・ムーブの一つ。
裏落とし
裏投げとチョークスラムの合成技。
裏投げのようにクラッチして相手を抱え上げ、そのまま下方へ投げ捨てるように背面から落とす。
ミッドナイトスペシャル
WA4と同じ技。
相手を水車落としの体勢で担ぎ上げ、担ぎ上げたほうと逆の方で頭を抱え込み、背中から落とす技。
ゴッチスタイリング・パイルドライバー
相手の股をクラッチしてのパイルドライバー。
パイルドライバー
フック・アンド・ラダー
ダブルチキンウィングで相手を持ち上げた後、尻餅をつきながら相手の顔面を叩きつける。
DDT
トルネードDDT
主にコーナーに追い込まれた時のカウンターとして使用する。
ドラゴンスクリュー

### 飛び技
ダイビング・エルボー・ドロップ
主に立っている相手に仕掛ける。場外にいる相手へ仕掛けることもある。
トペ・スイシーダ
WWE時代はエア・ルナティックの技名で使用。

### 関節技、絞め技
アームバー
フジワラアームバー
ハーフボストンクラブ
足4の字固め
テキサスクローバーホールド
STF
スリーパーホールド
通常のスリーパーホールドまたは、胴締め式の2種類を使用する。

### フォール技
スクールボーイ
スモール・パッケージ・ホールド
ステップ・オーバー・アーム・シザース
主に相手がフォールしてきた時の返し技として使用。

### 反則技
噛みつき
打撃合戦などで打ち負かされている時に、不意に相手の頭に噛みつく。

## タイトル歴
WWE
- WWE世界ヘビー級王座 : 1回
- WWE US王座 : 1回

最長保持期間記録保持者。
- WWE IC王座 : 3回
- WWEロウ・タッグ王座 : 2回

w / セス・ロリンズ

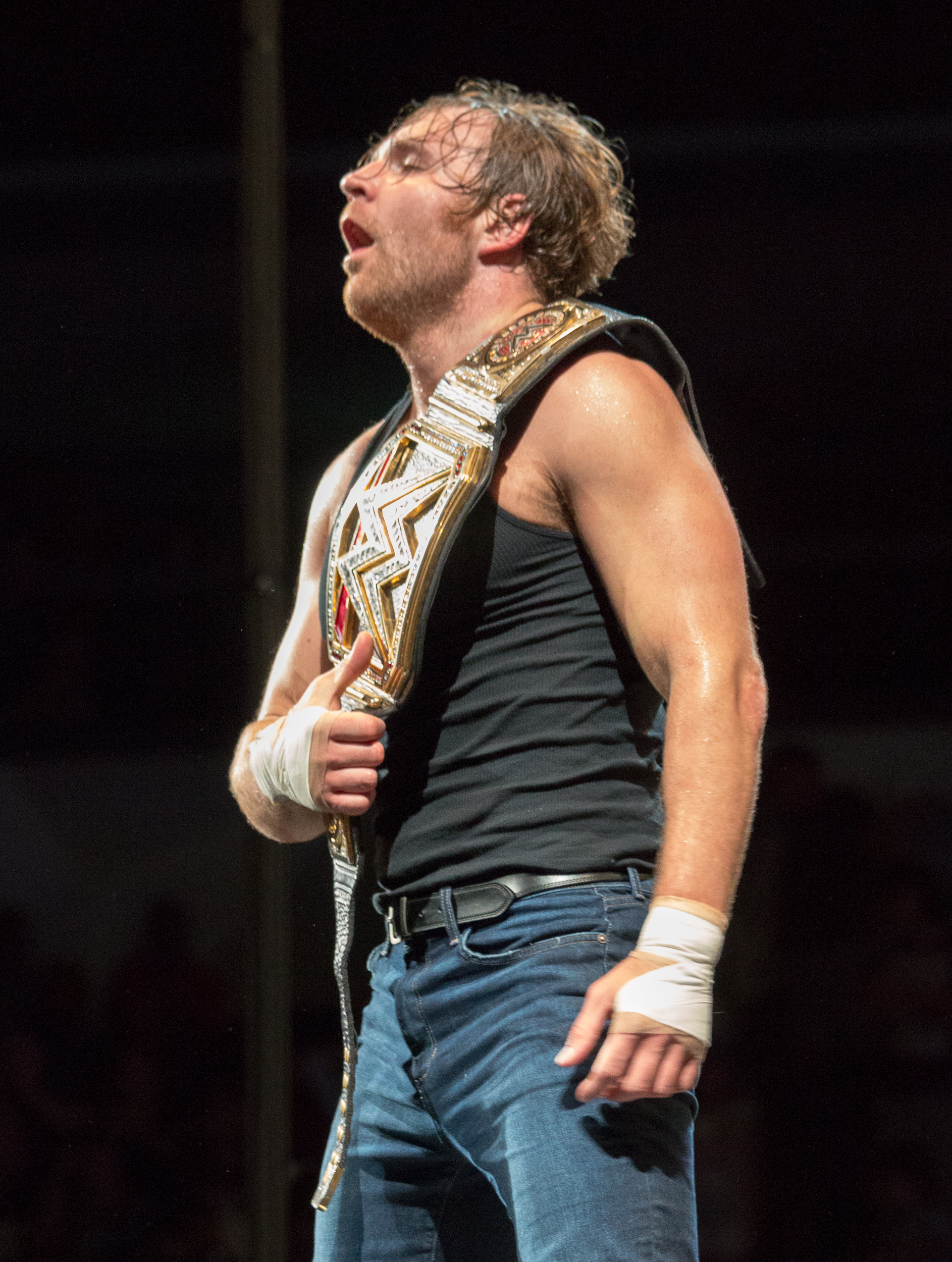
WWE王座 2016年

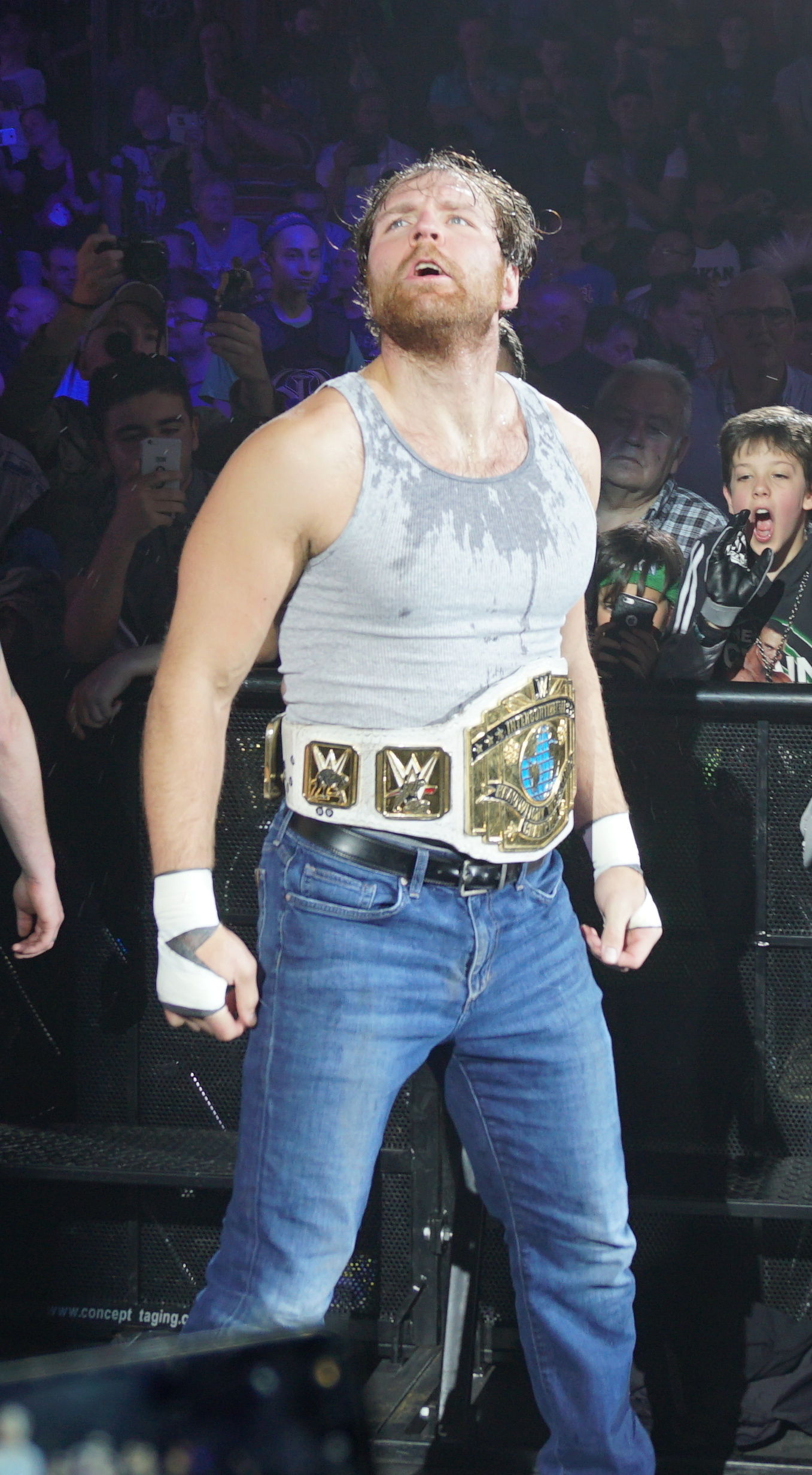
WWE IC王座

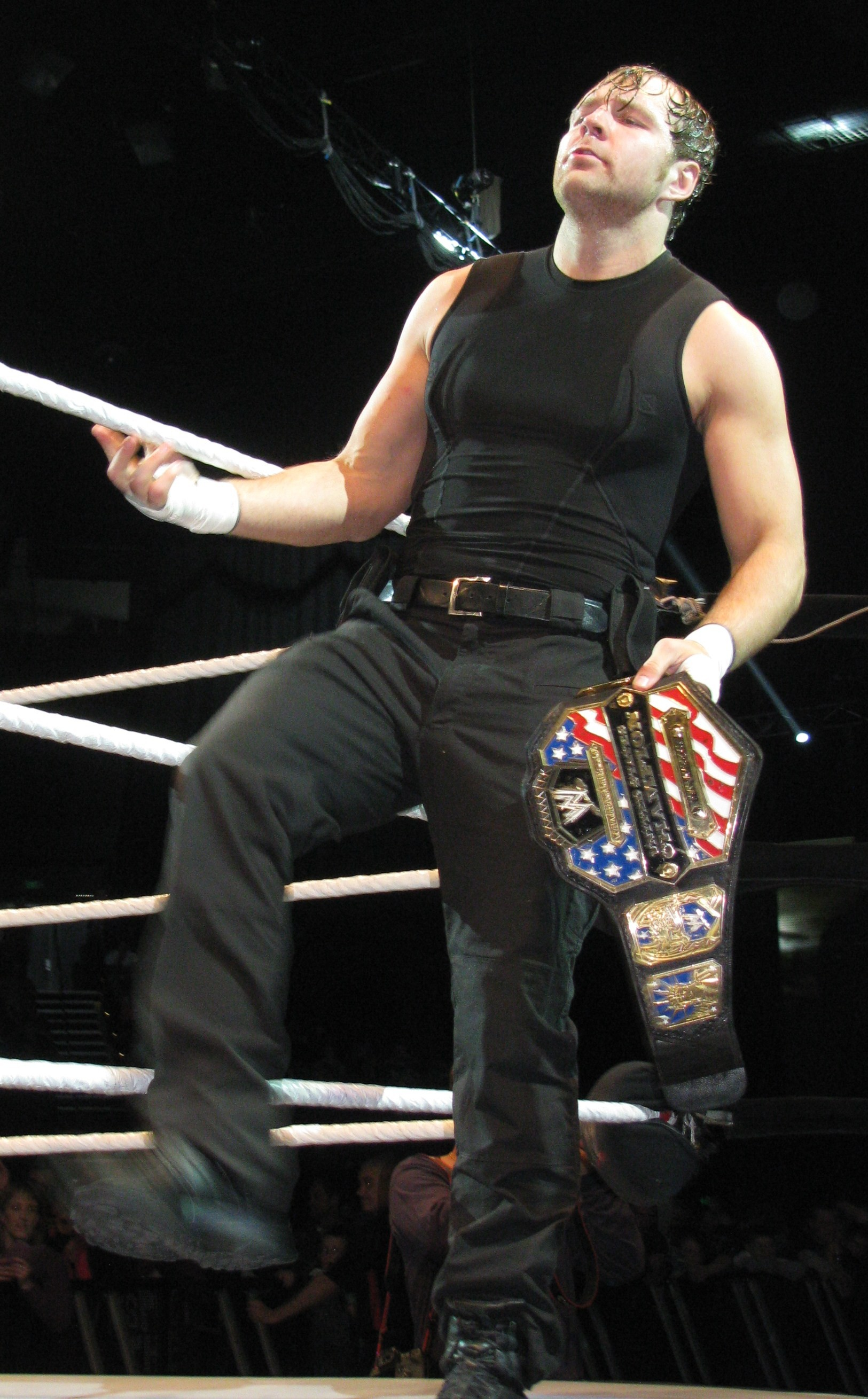
WWE US王者 2013年

- Mr.マネー・イン・ザ・バンク : 2016年
- トリプルクラウン達成
- グランドスラム達成

AEW
- AEW世界王座 : 4回（第2・6・8・13代）
- 暫定AEW世界王座
- AEWインターナショナル王座 : 1回（第3代）

新日本プロレス
- IWGP世界ヘビー級王座 : 1回（第9代）
- IWGP USヘビー級王座 : 2回（第6・8代）

最多連続防衛回数、最長保持期間記録保持者。
CZW
- CZW世界ヘビー級王座 : 2回

GCW
- GCW世界王座 : 1回

wXw
- wXw世界タッグ王座 : 1回

w / サミ・キャラハン
HWA
- HWAヘビー級王座 : 3回
- HWAタッグチーム王座 : 5回

FIP
- FIP世界ヘビー級王座 : 1回

IPW
- IPW世界ヘビー級王座 : 2回
- IPWミッドアメリカン王座 : 1回

IWA
- IWAタッグ王座 : 1回

w / ヘイド・ヴァンセン
MPW
- MPWヘビー級王座 : 1回
- MPWタッグ王座 : 1回

## 入場曲
- Hybrid Moments
- Shitlist
- Behind You
- Special Op
- Nuts
- Retaliation
- Unscripted Violence
- Death Rider
- Wild Thing